# Heliconius athene
Heliconius athene är en fjärilsart som beskrevs av Heinrich Neustetter 1908. Heliconius athene ingår i släktet Heliconius och familjen praktfjärilar. Inga underarter finns listade i Catalogue of Life.